# نگارگری عربی
نگارگری عربی, نقاشی‌های کوچک بر روی کاغذ هستند که معمولاً در کتاب‌ها یا مقاله‌ها کشیده می‌شوند ولی گاهی آثار هنری جداگانه هم هستند. اولین تاریخ ثبت از حدود ۱۰۰۰، شکوفایی آن به عنوان شیوهٔ هنری از حدود ۱۲۰۰ میلادی بود.
جزری از نگارگران عربی شناخته می‌شود و کتاب مصور او «الجامع بین العلم و العمل النافع فی صناعة الحیل» نام دارد.

## نگارخانه

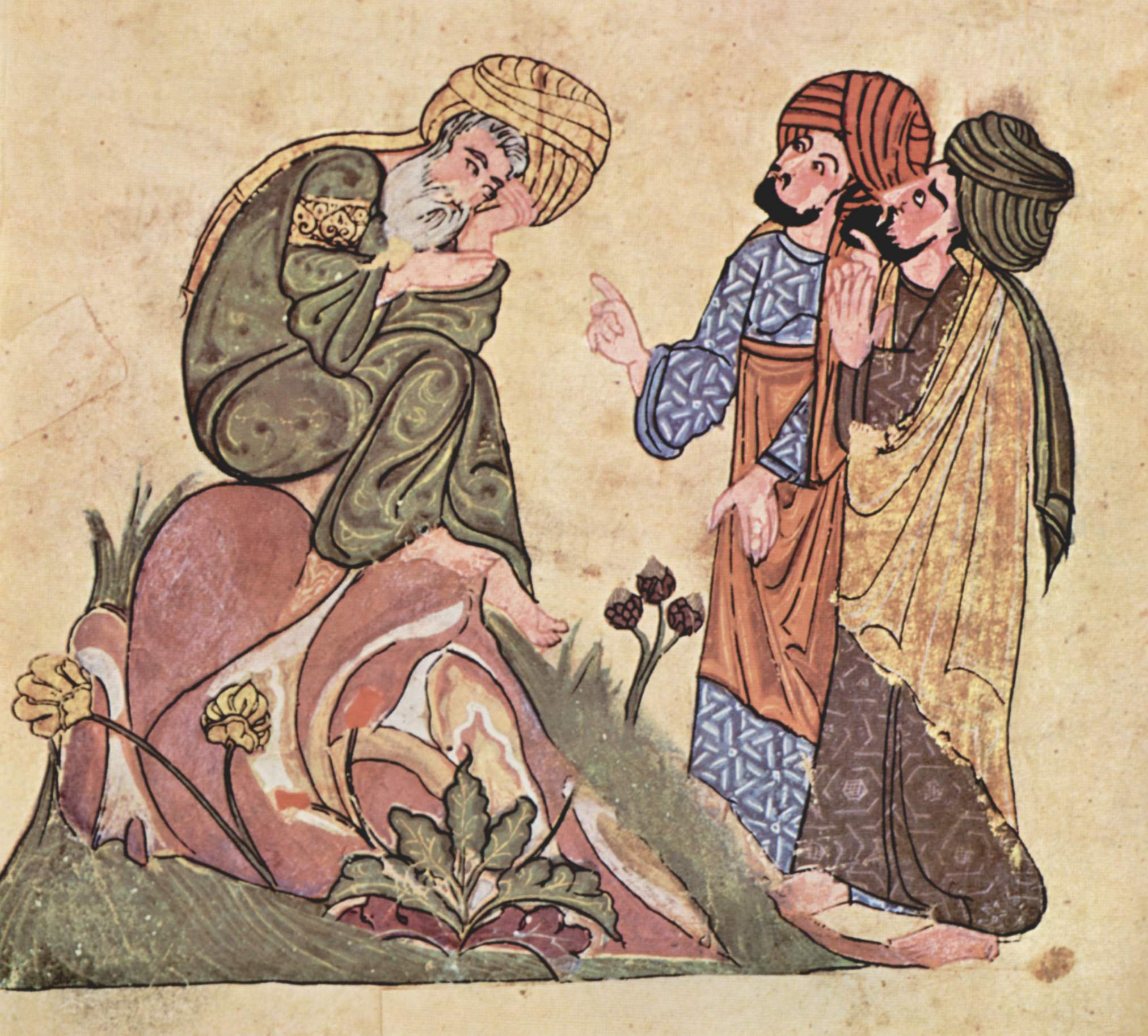
کتاب مختار الحکم اثر ابو الوافاء المبشّر بن فاتک، نسخهٔ خطی قرن سیزدهم میلادی.
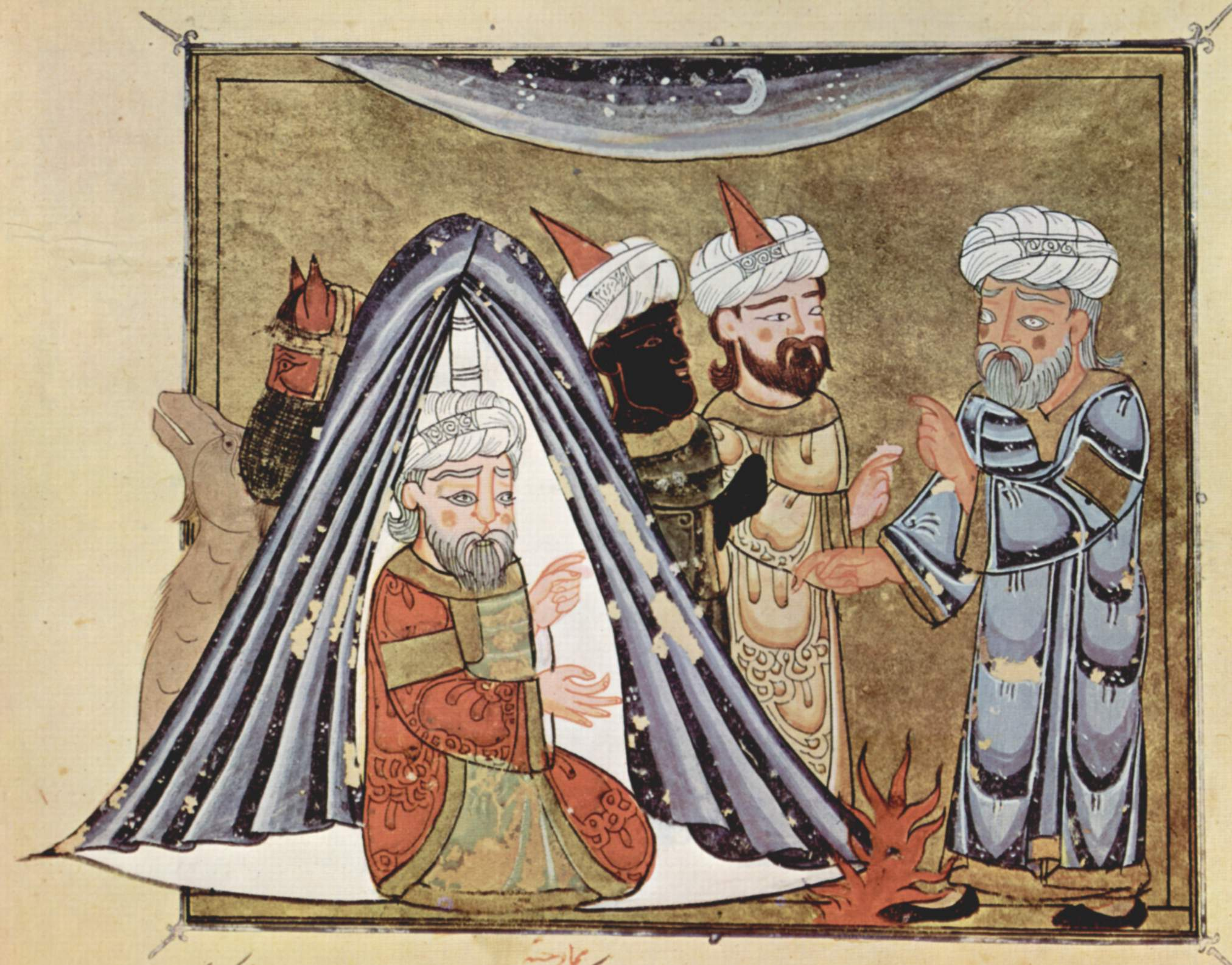
مینیاتورعربی نمایش دهندهٔ حارث غسانی
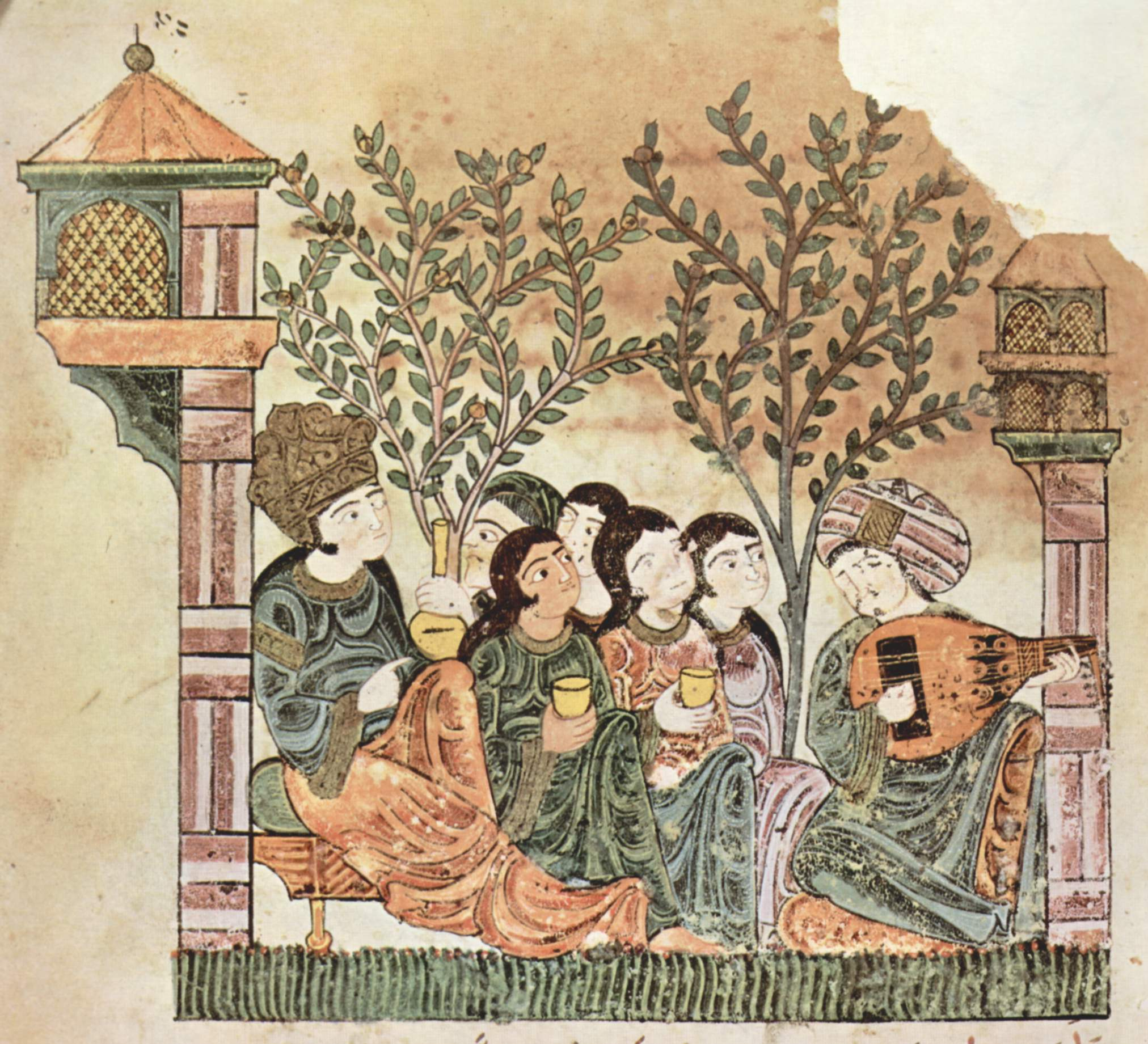
حدیث بیاض و ریاض، نقاشی شده در آندلس
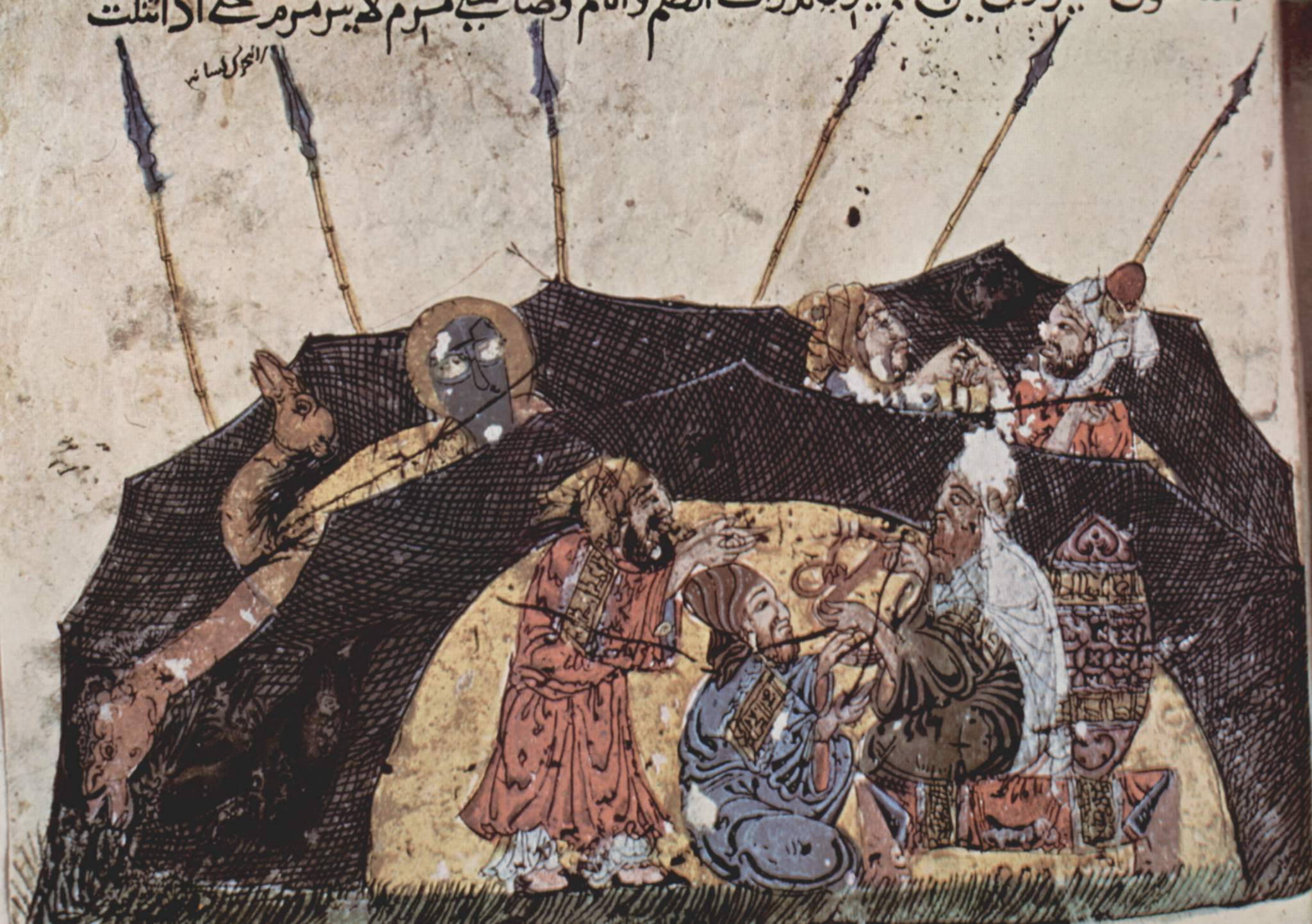
مقامه ای از مقامات قاسم بن علی حریری، حکایت مسافر (مقامه چهل و سوم)
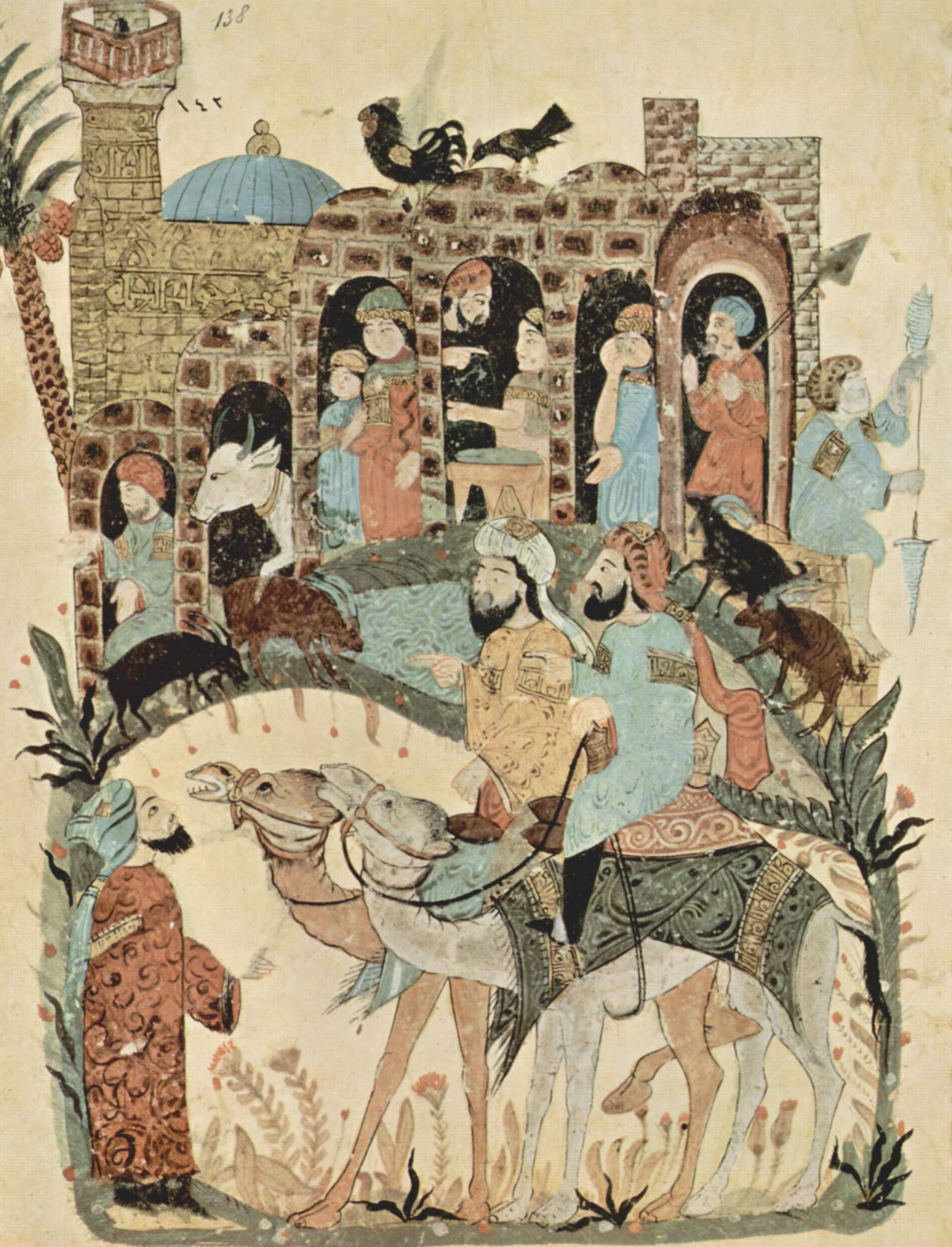
مقامه ای از مقامات قاسم بن علی حریری.نقاشی از یک روستا اثر یحیی بن محمود الواسطی
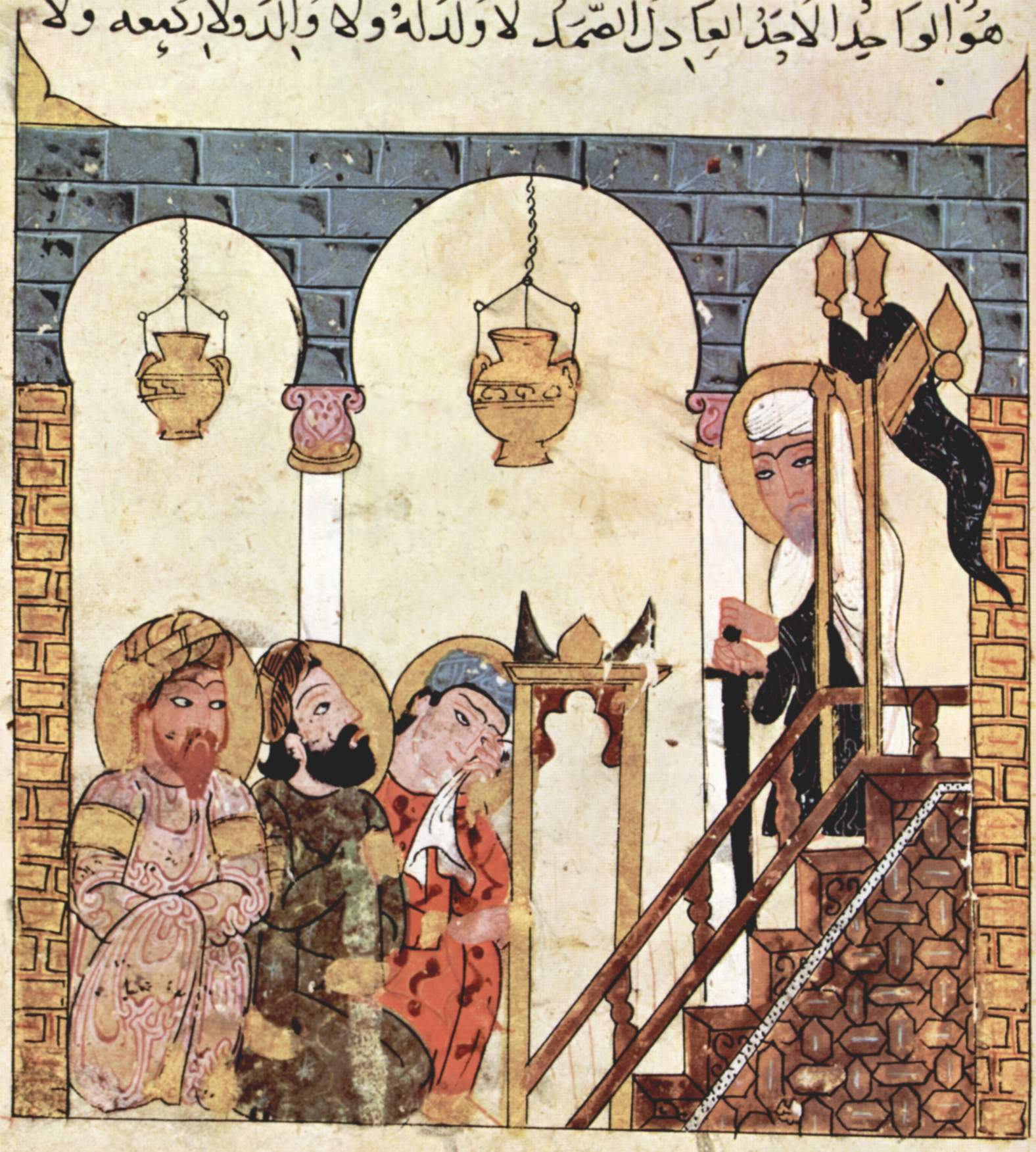
Abû Zayd preaches in the مسجد سمرقند، حدود ۱۳۰۰ . مقامهای از قاسم بن علی حریری نقاشی سوری
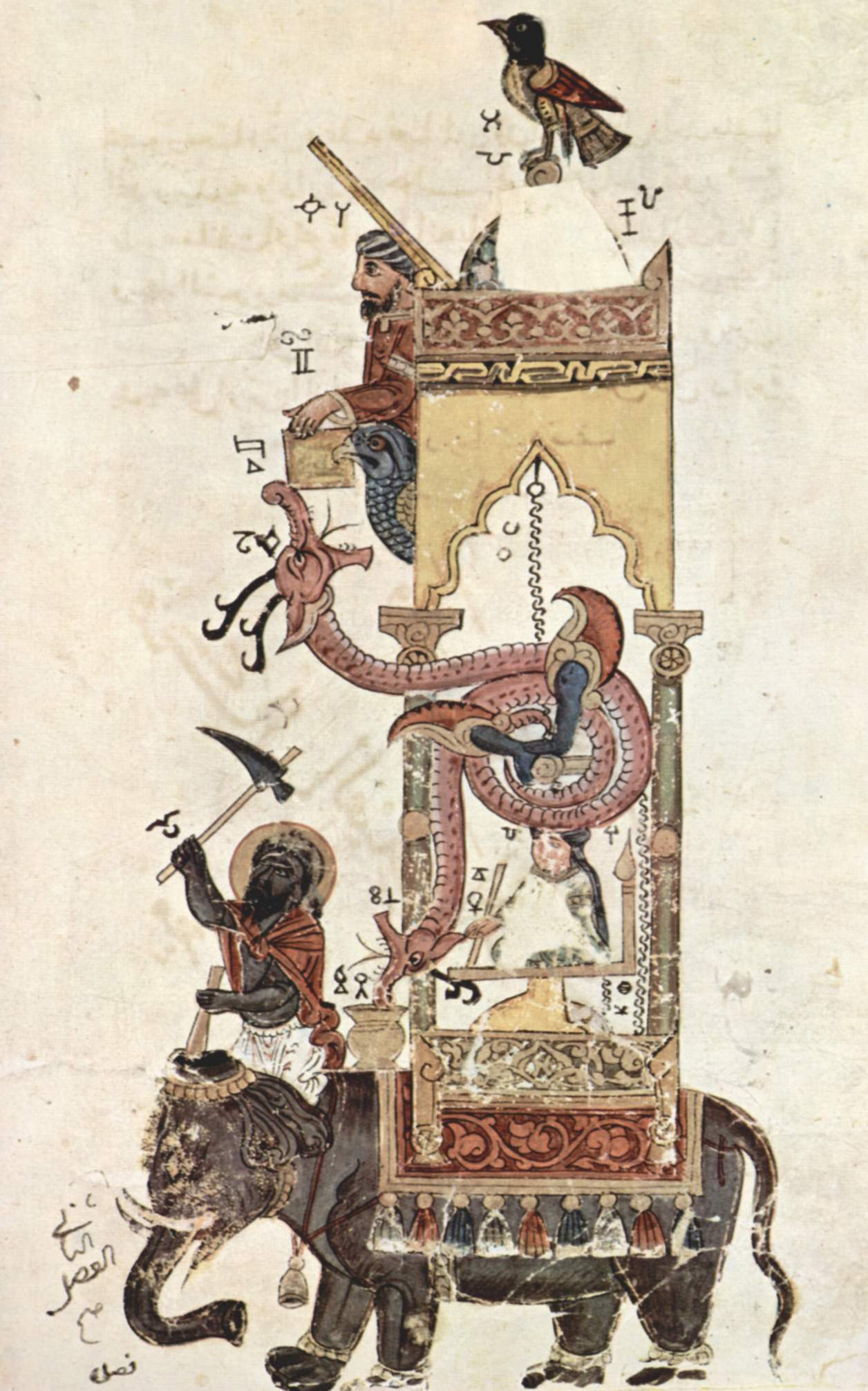
ساعت فیلی بدیع‌الزمان جزری
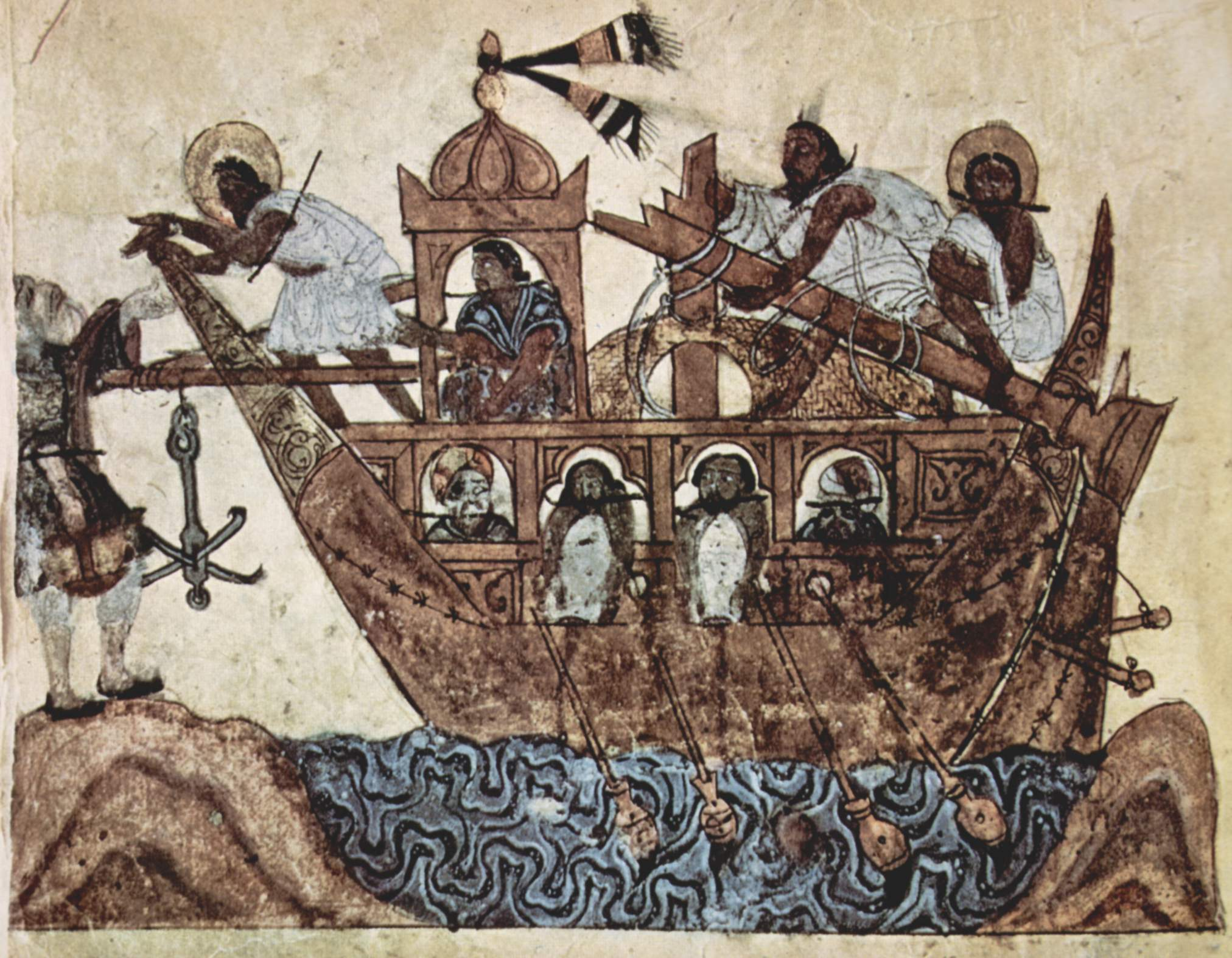
Arab جهاز، حدود ۱۲۳۰ میلادی، نقاش عراقی
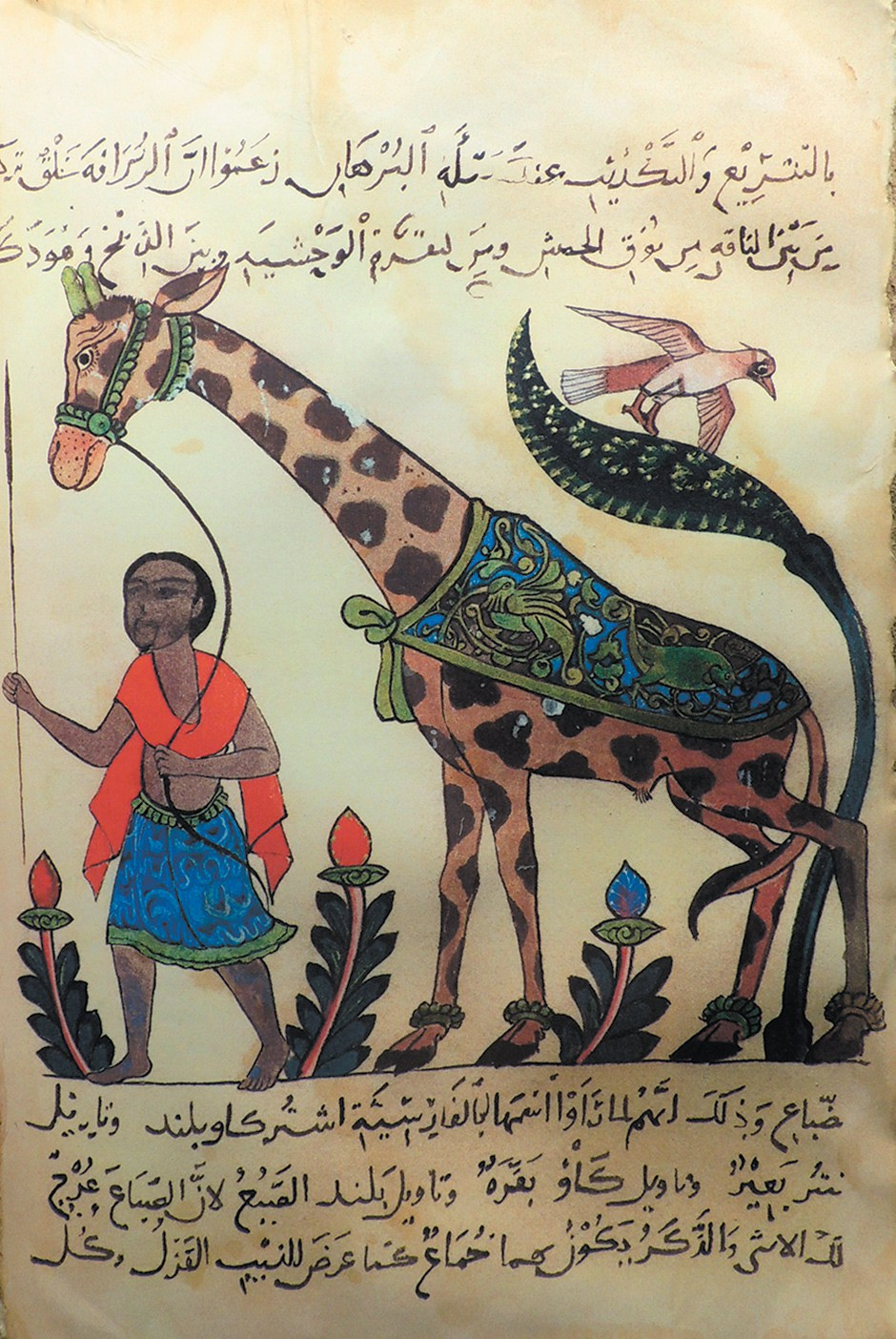
زرافه از کتاب الحیوان اثر جاحظ
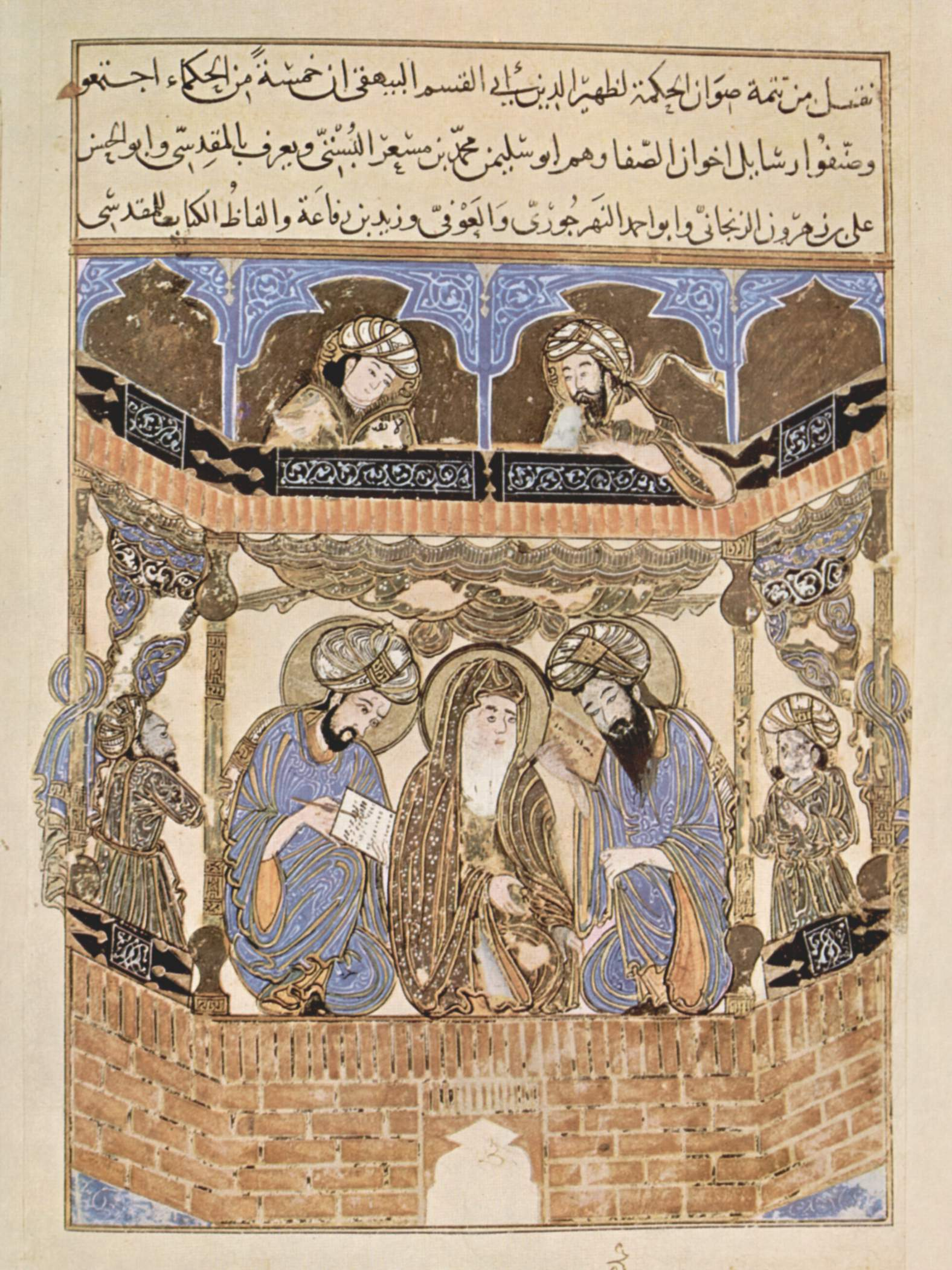
مینیاتور عربی نشاندهندهٔ اخوان‌الصفا
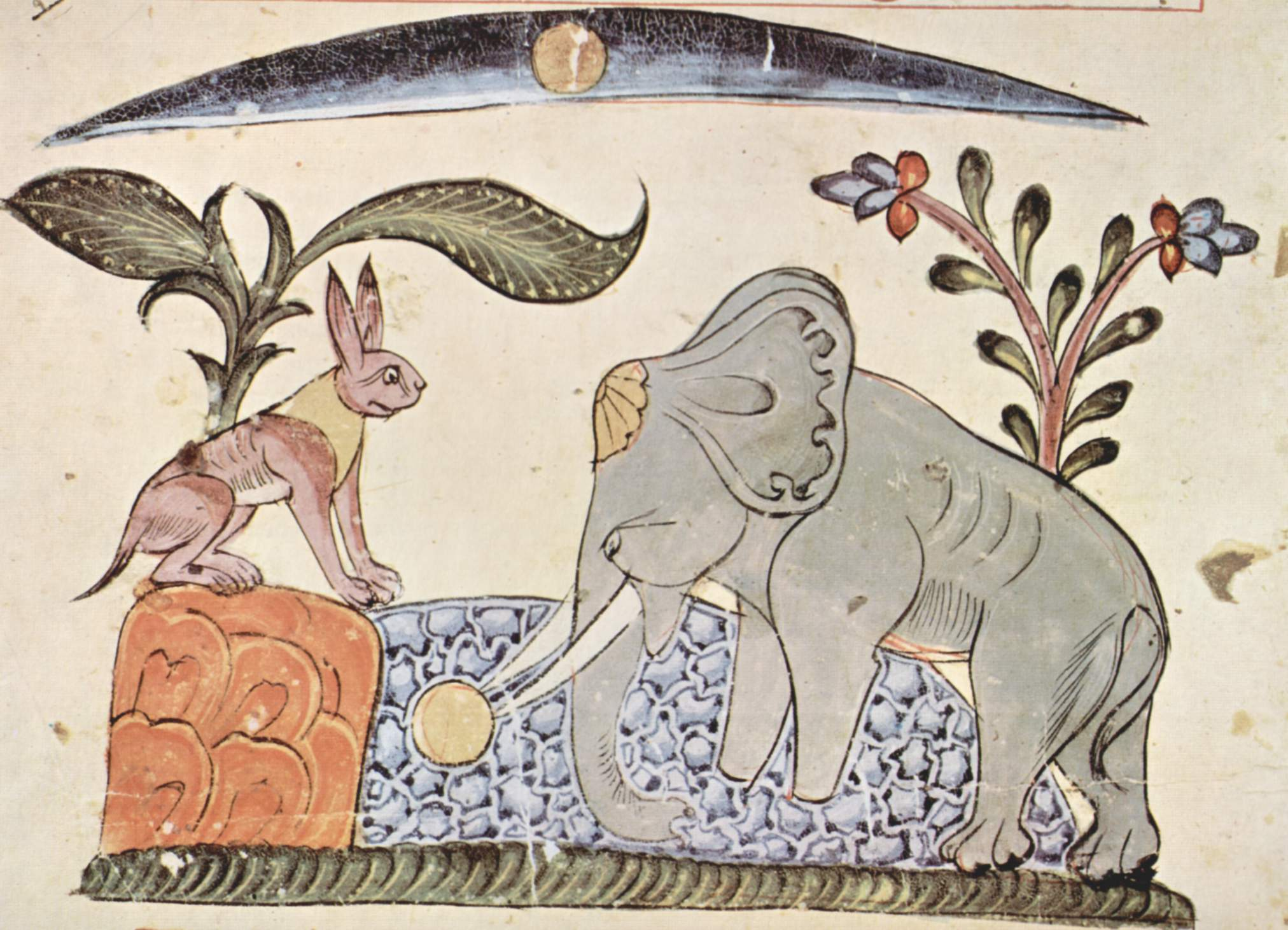
نقاشی سوری از کلیله و دمنه ۱۳۵۴
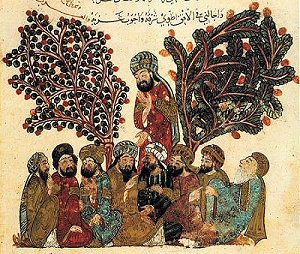
The مقامه ای از بدیع‌الزمان همدانی، قرن نهم
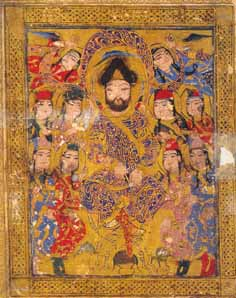
صفحهٔ اول کتاب الاغانی اثر ابوالفرج اصفهانی
مقامه ای از قاسم بن علی حریری اثر یحیی بن محمود الواسطی
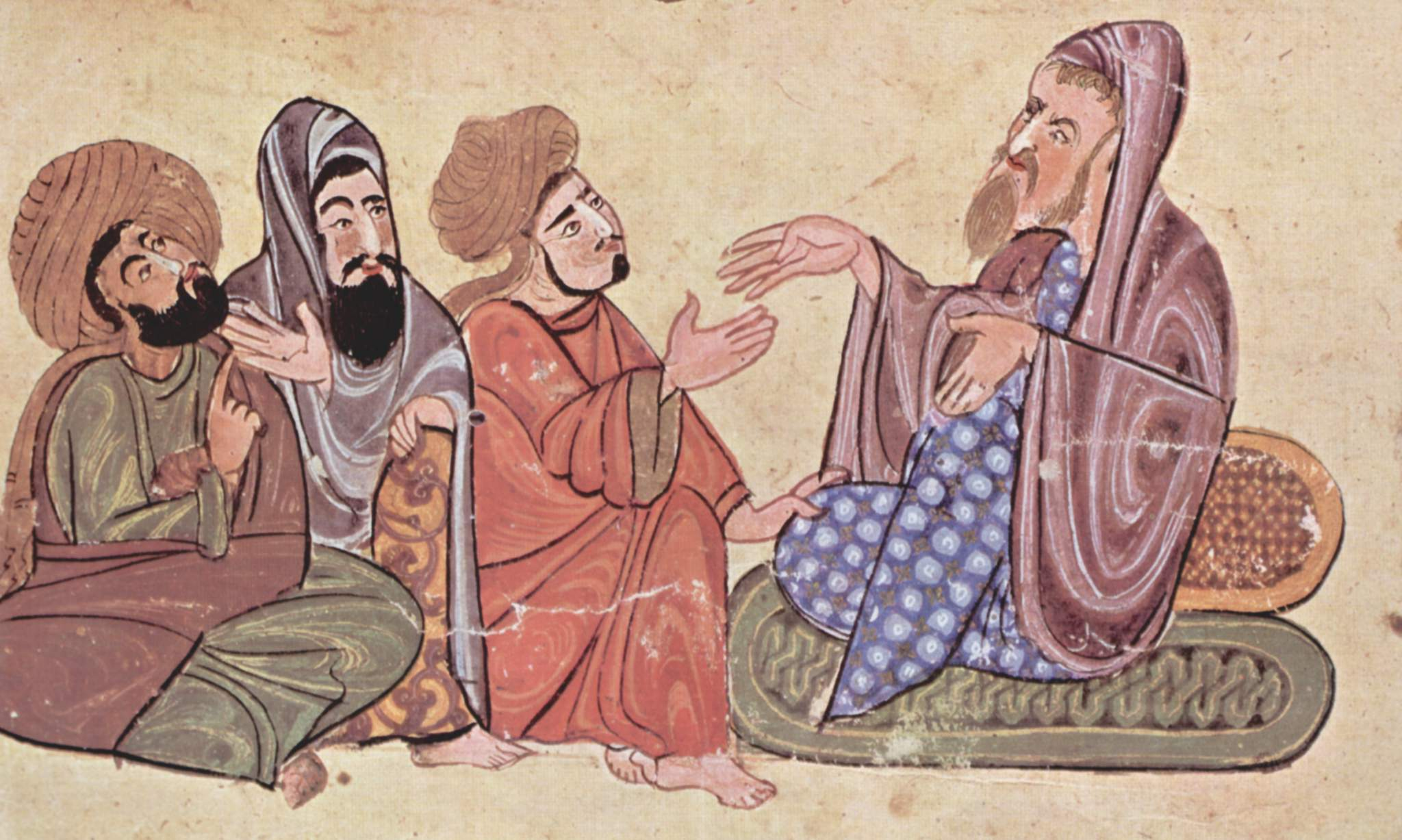
کتاب مختار الحکم